# Reality Z
Reality Z ist eine brasilianische Horror- und Zombieapokalypse-Serie. Die Serie wird seit 2020 von Netflix als Adaption von Charlie Brookers Miniserie Dead Set ausgestrahlt.
Sie ist bisher nicht deutschsprachig synchronisiert, kann aber mit deutschen Untertiteln abgerufen werden.

## Handlung
Rio de Janeiro im Jahr 2020: Brandão ist Produzent einer landesweit ausgestrahlten Reality-TV-Sendung namens "Olimpo" (zu deutsch Olymp; diese Serie beinhaltet Elemente von Big Brother). Währenddessen wird in den Medien von einem unbekannten, tödlichen Virus berichtet, der Massenhysterien und Massensterben nach sich zieht. Nach dem Tod verwandeln sich die Infizierten in äußert aggressive Zombies, auf diese Art und Weise verbreitet sich das Virus. Zu Handlungsbeginn soll Brandão als die Stimme von Zeus in der Reality-TV-Show einer Kandidatin ihren Auszug aus der Show mitteilen. Als die Kandidatin unter großem medialem Interesse in die Abschiedsfeier entlassen wird, überschlagen sich die Ereignisse: Untote, die vorher versehentlich von Menschen mit auf das Produktionsgelände geschleppt wurden, fangen an, das Publikum vereinzelt, später dann in Massen zu beißen und damit auch zu infizieren. Die verbleibenden lebenden Menschen flüchten sich auf das Produktionsgelände und versuchen nun, gemeinsam ihr Überleben zu sichern.

## Episodenliste
| Nr.                                                                                             | Deutscher Titel     | Originaltitel     | Regie          | Drehbuch                   |
| ----------------------------------------------------------------------------------------------- | ------------------- | ----------------- | -------------- | -------------------------- |
| 1                                                                                               | Olymp               | Olimpo            | Cláudio Torres | Cláudio Torres, João Costa |
| 2                                                                                               | Die Show ist vorbei | O Programa Acabou | Cláudio Torres | Cláudio Torres, João Costa |
| 3                                                                                               | Lebensmittelladen   | Supermercado      | Cláudio Torres | Cláudio Torres, João Costa |
| 4                                                                                               | Zeus                | Zeus              | Cláudio Torres | Cláudio Torres, João Costa |
| 5                                                                                               | Das Ende            | O Fim             | Cláudio Torres | Cláudio Torres, João Costa |
| 6                                                                                               | Wild Thing          | Wild Thing        | Cláudio Torres | Cláudio Torres, João Costa |
| 7                                                                                               | Der Aufruf          | O Chamado         | Cláudio Torres | Cláudio Torres, João Costa |
| 8                                                                                               | Die Zukunft         | O Futuro          | Cláudio Torres | Cláudio Torres, João Costa |
| 9                                                                                               | Das Tor             | O Portão          | Cláudio Torres | Cláudio Torres, João Costa |
| 10                                                                                              | Seid menschlich     | Sejam Humanos     | Cláudio Torres | Cláudio Torres, João Costa |
| Am 10. Juni 2020 wurden alle Folgen der Serie weltweit gleichzeitig bei Netflix veröffentlicht. |                     |                   |                |                            |

## Kritik
Der Stern betitelte die Serie als Mischung aus The Walking Dead und Big Brother:

„"Reality Z" ist also eine Serie, die quasi "The Walking Dead" in ein "Big Brother"-Setting verfrachtet. Eine Reality-Show, bei der echte Kandidaten in "Versteckte Kamera"-Manier hinters Licht geführt werden, ist es aber nicht, sollte diese Frage bei einigen Netflix-Usern für Verwirrung sorgen. Und eines ist es zudem ebenfalls nicht: eine neue Idee.“

In der Kritik von Stern wird unter anderem auch darauf eingegangen, dass die Serie eine exakte Kopie von Charlie Brookers Dead Set sei. Dies stimmt insofern nicht, da Dead Set beispielsweise in Großbritannien spielt und sich einer Staffel Big Brother als Rahmenhandlung annimmt.
Film-Rezensionen.de schrieb über die Serie, dass sie leider viel zu selten das Setting nutze, aber dafür sehr unterhaltsam und spannend wäre.